# Nick Hannah
Nick Hannah (10 de marzo de 1981, en East Wenatchee, Washington) es un jugador profesional de fútbol americano juega la posición de linebacker actualmente es agente libre. Firmó como agente libre para Indianapolis Colts en 2005. Jugó como colegial en Eastern Oregon.
También participó con Tri-Cities Fever en la National Indoor Football League, Amsterdam Admirals de la NFL Europa, BC Lions y Toronto Argonauts en la Canadian Football League, Arizona Adrenaline en la American Indoor Football Association y California Redwoods en la United Football League.